# Parque nacional Khenifiss
El Parque nacional Khenifiss (en árabe: متنزه اخنيفيس الوطني; en francés: Parc National Khenifiss) es un espacio protegido en el suroeste de Marruecos, situado en la costa atlántica en la región de El Aaiún-Saguía el-Hamra. Fue establecido en el año 2006. El área del parque es de 1850 kilómetros cuadrados. El parque nacional fue creado para proteger el desierto, los humedales y dunas costeras. El poblado más cercano es la localidad rural de Ajfennir.
El parque fue creado como una reserva natural en 1960, y en 1980, fue clasificado como un humedal de importancia internacional. En 1983, la reserva natural se transformó en una reserva biológica permanente, y el 26 de septiembre de 2006, el lugar fue declarado un parque nacional.
En este lugar se han encontrado los restos de Santa Cruz de la Mar Pequeña, un asentamiento español del siglo XV.